# デェダムロン・ソー・アミュアイシルチョーク
デェダムロン・ソー・アミュアイシルチョーク（タイ語: เดชดำรงค์ ส.อำนวยศิริโชค, ラテン文字転写: Dejdamrong Sor Amnuaysirichoke、1978年11月7日 - ）は、タイ王国トラン県テーサバーンナコーン・トラン出身。の男性ムエタイ選手、キックボクサー、総合格闘家。Evolve MMA所属。元ONE世界ストロー級王者。

## 来歴
10歳からムエタイを始め、ルンピニー・スタジアムで3階級制覇を果たし、2014年に総合格闘技デビュー。
2015年5月22日、ONE Championship 27の世界ストロー級王座決定戦でロイ・ドリゲスと対戦し、3-0の負傷判定勝ちを収め王座獲得に成功した。
2016年5月27日、ONE Championship 43の世界ストロー級（-55kg）タイトルマッチで内藤のび太と対戦し、リアネイキドチョークで一本負けでキャリア初黒星を喫し王座陥落した。

## 戦績

### 総合格闘技
| 総合格闘技 戦績 | 総合格闘技 戦績 | 総合格闘技 戦績 | 総合格闘技 戦績 | 総合格闘技 戦績 | 総合格闘技 戦績 | 総合格闘技 戦績 |
| --------------- | --------------- | --------------- | --------------- | --------------- | --------------- | --------------- |
| 11 試合         | (T)KO           | 一本            | 判定            | その他          | 引き分け        | 無効試合        |
| 8 勝            | 4               | 2               | 2               | 0               | 0               | 0               |
| 3 敗            | 0               | 2               | 1               | 0               | 0               | 0               |

| 勝敗 | 対戦相手               | 試合結果                     | 大会名                                                                        | 開催年月日     |
| ×    | 渋谷莉孔               | 1R 2:36 ギロチンチョーク     | ONE Championship 64: Warriors of the World                                    | 2017年12月9日  |
| ○    | ロビン・カタラン       | 2R 0:46 TKO（膝蹴り連打）    | ONE Championship 58: Quest for Greatness                                      | 2017年11月10日 |
| ○    | エイドリアン・マタイス | 1R 4:26 KO（左ジャブ）       | ONE Championship 55: Dynasty of Heroes                                        | 2017年5月26日  |
| ×    | ジョシュア・パシオ     | 5分3R終了 判定1-2            | ONE Championship 53: Warrior Kingdom                                          | 2017年3月11日  |
| ×    | 内藤のび太             | 4R 4:00 リアネイキドチョーク | ONE Championship 43: Kingdom of Champions 【ONE世界ストロー級タイトルマッチ】 | 2016年5月27日  |
| ○    | ヤーゴ・ブライアン     | 5分5R終了 判定3-0            | ONE Championship 32: Pride of Lions                                           | 2015年11月13日 |
| ○    | ロイ・ドリゲス         | 5R 3:29 負傷判定3-0          | ONE Championship 27: Warrior's Quest 【ONE世界ストロー級王座決定戦】          | 2015年5月22日  |
| ○    | レネ・カタラン         | 1R 2:30 KO（膝蹴り）         | ONE FC 23: Warrior's Way                                                      | 2014年12月5日  |
| ○    | サイフル・メリカン     | 2R 2:12 腕ひしぎ十字固め     | ONE FC 21: Roar of the Tigers                                                 | 2014年10月17日 |
| ○    | アリ・ヤコブ           | 1R 2:34 リアネイキドチョーク | ONE FC 19: Reign of Champions                                                 | 2014年8月29日  |
| ○    | ジョマンズ・オマンズ   | 1R 4:33 TKO（パウンド）      | ONE FC 17: Era of Champions                                                   | 2014年6月14日  |

### キックボクシング
- 347戦282勝65敗

## 獲得タイトル
- ルンピニー・スタジアム認定ミニフライ級王座
- ルンピニー・スタジアム認定ライトフライ級王座
- ルンピニー・スタジアム認定フライ級王座
- 初代ONE世界ストロー級王座（2015年）